# FC Porto – Sporting Portugal en football
La rivalité entre le FC Porto et le Sporting Portugal, parfois appelé en portugais Dragões vs Leões (Dragons contre Lions), est considérée comme la troisième plus grande rivalité dans le football portugais. Elle oppose deux des trois principaux clubs du pays, qu'on appelle Os Três Grandes, ; derrière le Benfica Lisbonne, le FCP et le Sporting sont les deux clubs détenant le plus de titres de champion du Portugal.
La rivalité prend naissance en 1922, quand les deux équipes s'affrontent en Coupe du Portugal.
Au niveau du palmarès, l'avantage revient cependant aux Dragons de Porto. Le FCP a remporté plus de championnats portugais que le Sporting mais il a également obtenu plus de succès continentaux (2 titres en Ligue des champions et 2 succès en Ligue Europa) que les Lions de Lisbonne (1 Coupe des coupes).

## Statistiques
| Club                            | M                       | V                       | N                       | D                       |
| Championnat du Portugal         | Championnat du Portugal | Championnat du Portugal | Championnat du Portugal | Championnat du Portugal |
| ------------------------------- | ----------------------- | ----------------------- | ----------------------- | ----------------------- |
| Sporting CP                     | 182                     | 60                      | 51                      | 71                      |
| FC Porto                        | 182                     | 70                      | 51                      | 61                      |
| Championnat du Portugal (avant) |                         |                         |                         |                         |
| Sporting CP                     | 12                      | 5                       | 3                       | 4                       |
| FC Porto                        | 12                      | 4                       | 3                       | 5                       |
| Coupe du Portugal               |                         |                         |                         |                         |
| Sporting CP                     | 43                      | 13                      | 13                      | 17                      |
| FC Porto                        | 43                      | 17                      | 13                      | 13                      |
| Coupe de la Ligue               |                         |                         |                         |                         |
| Sporting CP                     | 7                       | 3                       | 3                       | 1                       |
| FC Porto                        | 7                       | 1                       | 3                       | 3                       |
| Supercoupe du Portugal          |                         |                         |                         |                         |
| Sporting CP                     | 9                       | 4                       | 4                       | 0                       |
| FC Porto                        | 9                       | 1                       | 4                       | 4                       |
| Total                           |                         |                         |                         |                         |
| Sporting CP                     | 253                     | 85                      | 75                      | 92                      |
| FC Porto                        | 253                     | 93                      | 75                      | 85                      |

Statistiques mises à jour le 8 février 2025

### FC Porto
- Plus grosse victoire à domicile: FC Porto 10-1 Sporting CP (1935/1936 - Championnat du Portugal)
- Plus grosse victoire à l'extérieur: Sporting 0-3 FC Porto (1972/1973 - Championnat du Portugal)

### Sporting CP
- Plus grosse victoire à domicile: Sporting CP 9-1 FC Porto (1936/1937 - Championnat du Portugal)
- Plus grosse victoire à l'extérieur: FC Porto 1-4 Sporting CP (1944/1945 - Coupe du Portugal)